# Syarhey Kurhanski
Syarhey Kurhanski (tiếng Belarus: Сяргей Курганскі; tiếng Nga: Серге́й Курганский; sinh ngày 15 tháng 5 năm 1986) là một cầu thủ bóng đá Belarus hiện tại thi đấu cho Neman Grodno.